# 小早川怜子
小早川 怜子（こばやかわ れいこ、1982年11月17日-)は、日本のAV女優。リーズプロモーションに所属していたが、現在はカプセルエージェンシーに所属。趣味は料理と写真。

## 略歴・人物
2012年にAVデビューした、巨乳の熟女系AV女優。
2022年9月24日に神田明神ホールで行われたAsia Pacific Collectionではセックスワーカーを代表するひとりとしてランウェイを歩いた。
2010年以前は杏華という名義でキャンギャル活動をしていた。

## 出演作品

### アダルトDVD
- セックスに溺れる。 3 －人妻－ 小早川怜子 （4月20日、プレステージ）
- 素人酔った人妻に生中出し 034（6月15日プラム）
- 巨乳人妻温泉 イヤシの宿 8（8月10日、LEO）他出演:仁科百華、小坂めぐる
- 暇をもてあました人妻のあぶない昼下がり 〜インターネットでAVに応募する人妻編〜（8月10日、おか熟。）※オムニバス作品
- 友人の妻はドスケベ家庭教師（9月1日、VENUS）
- 元RQのワケあり若奥様 「夫の名前を呼ばせて中出し!」（9月1日、胸キュン喫茶）※近藤沙紀子名義[3]
- 中出し近親相姦 湯舟の母（9月6日、センタービレッジ）
- パンスト+ハイレッグ （9月13日、E-BODY）
- 高級ソープに堕ちた人妻（9月14日、マダムス）
- 読者モデル応募でやって来た人妻を、いただきます。（9月14日、おか熟。）※オムニバス作品
- 欲求不満な主婦の暇つぶし 2 〜昼下がりのオナニー〜（9月14日、おか熟。）
- 高級ソープに堕ちた人妻（9月14日、マダムス）
- 青姦親子（9月19日、エマニエル）
- 本番ありの裏風俗で、バックでついている時にこっそりゴムを外し、そのままドップリ生中出ししちゃいました! 3（9月28日、SCOOP）※オムニバス作品
- 恥ずかしいカラダ ウルトラセックスマシーン REIKO（9月29日、HMJM）※REIKO名義
- 浮気妻はスゴ淫です 7（9月29日（レンタル）/10月19日（セル）、クリスタル映像）※オムニバス作品
- 堕ちてゆく人妻 －本当はこんな女なの…－（10月2日（セル）/12月2日（レンタル）、DOC）※小早川玲子名義
- 九時五時の人妻さん -01-（10月4日、タカラ映像）
- 乳首快楽Men'sサロン ゾクゾクしながら…癒されたい（10月5日、ドリームチケット）
- 母との恥ずかしい性行為（10月5日、NON）
- ジ・コ・マ・ン 美熟女編（10月12日、LEO）※オムニバス作品
- 不貞の残り香 〜桃尻人妻を満たすのは“男”だけ〜 怜子28歳（10月13日、オーロラプロジェクト・アネックス）
- 羞恥接客旅館（10月18日、グローリークエスト）
- 巨乳家族 VOL.2（10月19日、NON）※オムニバス作品
- ゾックゾクするカラダ（10月19日、乱丸）
- 堕ちた女教師 〜恥辱の輪姦課外授業〜（10月25日、マドンナ）
- 昼間暇をつぶしている専業主婦のお宅を訪問。話をしている隙に媚薬を飲ませられた主婦はあられもなく発情してしまい簡単に生中出しSEXを許す!!（10月26日、SCOOP）※オムニバス作品
- 大衆ソープに堕ちた妻（11月1日、タカラ映像）
- セレブ専門出張人妻オイルマッサージ（11月1日、MAGIC）※オムニバス作品
- TRIPLE あずみ と 怜子 と あゆみ 水嶋あずみ 小早川怜子（11月1日、U&K）
- ドキュメント現役女教師（11月7日、BeFree）
- The REAL SEX REC.3（11月9日、LEO）※オムニバス作品
- エロすぎるカラダ 2 ヌルヌルBODYと激エロSEX（11月9日、MAGIC）
- 息子のチ○ポが夢精する瞬間を見た母はもうガマンできない（11月23日、EROTICA）
- 濡れた髪を初めて見せてくれた君 ♯15（11月23日、ONE DA FULL）
- 卑猥なHカップ（11月24日、HMJM）
- 近親相姦 エロ尻母（12月1日、VENUS）
- カラダが卑猥なオンナと性交（12月7日、ドリームチケット）※オムニバス作品
- 大人のビニ本 starring by REIKO/SAKI 小早川怜子 / 美泉咲（12月7日、NON）
- あのスケベな巨乳お姉さんは、アイツの会社の秘書らしい。30（12月7日、WEEKENDER）
- レズレッスン 〜ベテラン女優によるカメラの前でレズ授業〜（12月13日、U&K）※オムニバス作品、共演:水嶋あずみ、他4名出演
- 「えっ、こんなところで!?」 超快感・解放感MAXの新感覚AV! 公共の場所でエッチしない? ※テレビの前のお子様は絶対に真似しないでください。（12月20日、SODクリエイト）※オムニバス作品
- 告発! 千葉県○○町町内会ママさんレズいじめ 婦人会の集まりで全裸で羞恥宴会芸をさせられた僕の妻（12月20日、ROCKET）
- ばついち熟女 13 ご無沙汰ま●こはすぐ開く（12月21日、クリスタル映像）※オムニバス作品
- 美4周年記念作品 淫乱痴女集団 6時間SPECIAL -極上のテクニックで責め続けるオンナ達-（12月25日、美）共演:波多野結衣、星野あかり、春原未来、前田陽菜、東尾真子、水澤まお、結城みさ、乃亜
- キレイ過ぎる良妻、外ではオンナ。 1（12月28日、ONE DA FULL)

- 人妻 奴隷契約（1月4日、ワープエンタテインメント）
- 厳粛なお葬式なのに不謹慎なハミ出し喪服で「その気は無いのに…」男達を勃起させてしまう巨乳奥さん（1月10日、ナチュラルハイ）※オムニバス作品
- 究極の中出し近親相姦企画 最愛の息子に伝えたい… 妊娠させるための性教育 3 小早川怜子 桜いちか 前田ちえ（1月10日、DEEP'S）
- ムチムチタイトスカートバス 3 万年発情期なのはパッツン生地でデカ尻が強調されるから!? 人目を気にせず挑発してくる肉感美人OL（1月10日、DEEP'S）※オムニバス作品
- 美脚×タイトスカート 誘う女教師（1月13日、溜池ゴロー）
- 制服種付けセレクション 3（1月13日、HERO）
- 合法トリップ チンポ・アファーメーション（1月19日、ドグマ）
- 麗しのマネキン夫人 〜人形に恋した男の妄想セックス〜（1月19日、VENUS）
- ショタ・チビ亀くんのハレンチいたずら日記 小早川怜子 花咲薫（1月29日、ドリームステージエンタテインメント）
- みるスポ! 小早川怜子（1月19日、みるきぃぷりん♪）
- 美肌で巨乳の美熟女エステティシャンに密着されれば、誰だってフル勃起確実!!そんな時、客のチ●ポを黙って頬ばる必ずヤレる人妻エステティシャンたち（1月25日、SCOOP）※オムニバス作品
- 近親相姦 スタイル抜群な僕の叔母さん 小早川怜子(※小早川玲子名義) / 花咲薫（2月1日、カマタ映像/弁天）
- 中出し超高級ソープ嬢（2月7日、SODクリエイト）
- ハイテンションで小早川怜子が羞恥アルバイト! ヌキサービスがある銭湯OPEN（2月7日、ROCKET）
- 人妻CA誘拐（2月7日、マドンナ）
- 寝盗られたがる人妻（2月8日、マダムス）
- 息子の大きすぎるチンポが気になって…（2月19日、ABC）
- 濃厚団地妻レズ 〜長身ビアン同士のねっとりしっとりたっぷりとしたキス中心の濃いSEX〜 小早川怜子 / 堀口奈津美（2月19日、VENUS）
- 「熟女の口はもっと嘘をつく。」 熟雌女ANTHOLOGY ♯090（2月22日、アウダースジャパン）
- 男根一本に群がる淫乱団地妻 小早川怜子 村上涼子 葉月奈穂 彩佳リリス（2月25日、美）
- 女教師怜子、発情中 東京編（3月1日、ワンズファクトリー）
- パンスト妄想脚（3月1日、ミル）
- 今夜、上司の奥さんと二人きり…（3月7日、マドンナ）
- 絶叫汗だくセックス（3月7日、PREMIUM）
- 大衆ソープランドに堕ちたセレブ妻（3月13日、溜池ゴロー）
- 淫乱! 小早川怜子の卑猥な性活（3月19日、ABC）
- 小早川怜子の鬼コキ!! ド淫語で手篭めにされちゃった僕。（3月19日、VENUS）
- ママのリアル性教育（3月21日、グローリークエスト）
- 羞恥! 野外腰砕け!激ヤバ・ビッグバンローターをマ○コに入れて 潮吹きアクメデート! 2（3月23日、サディスティックヴィレッジ）
- 燃え上がるお姉さんの濃厚な性交と中出し（3月25日、本中）
- 街でウワサのおねだり妻（4月7日、PREMIUM）
- （裏）手コキクリニック 〜完全版〜 性交クリニック 8 美人ナース大集合スペシャル 澤村レイコ / 水希杏 / 窪塚みいな / 小早川怜子 / 小松ナミ（4月11日、SODクリエイト）
- 団地妻生中出し 18（4月12日、TMA）※オムニバス作品
- 非日常的悶絶遊戯 第百七十三章 企画開発営業部に配属されたOL、怜子の場合（4月13日、AVS collector's）
- お見舞いに来てくれた巨乳の女友達と中出しSEX（4月18日、グローリークエスト）※オムニバス作品
- ツン顔でイキガマンするオンナ教師（4月19日、ワープエンタテインメント）
- 夫の居ぬ間の誘惑巨乳人妻 小早川怜子 妃乃ひかり 長澤あずさ 高橋美緒（4月19日、OPPAI）
- 痴熟女スワッピング 〜男に飢えた人妻たちの危険な火遊び〜 小早川怜子 / 乃亜 / 澤村レイコ（4月25日、マドンナ）
- 無理やり強制中出し痴女（4月25日、本中）
- ソープに堕ちた女教師（5月1日、ワンズファクトリー）
- エロい人妻1日貸します。（5月10日、TMA）
- 絶品痴女大乱交 小早川怜子 / 椎名ゆな / ASUKA / 乃亜（5月13日、MOODYZ）
- 義母奴隷（5月13日、溜池ゴロー）
- 淫乱巨乳ソープ嬢（5月19日、乱丸）
- 淫語バスガイド（5月23日、ROCKET）
- 泥酔した姉に性衝動を抑えきれず中出しレイプした弟の近親相姦映像（5月24日、青空ソフト）※オムニバス作品
- 温泉で卓球にあけくれる友達のお母さんと夜のチ●ポン対決（5月24日、SCOOP）※オムニバス作品
- 美熟女ソープ 壺姫御殿（5月25日、マドンナ）
- 乳妻 生中出し 92cm Iカップ 小早川怜子（5月30日、ゲインコーポレーション）
- 義父と爆乳娘（6月1日、巨宝）
- 行列のできるカリスマエステティシャン 小早川怜子 美咲結衣（6月7日、クリスタル映像）
- 母と息子の近親相姦旅行（6月7日、TMA）
- 屈辱ハダカ芸 村おこしの犠牲となった東京UターンダイナマイトボディーOL（6月19日、CROSS）
- 友人の母親（6月19日、VENUS）
- 濃密 どアクメ 水着レズ 小早川怜子 / 湊莉久（6月19日、アンナと花子）
- 寝取らせ女房 ウチの嫁抱かせます（6月20日、グローリークエスト）
- マゾ乳 生中出し（6月25日、ゲインコーポレーション）
- 温泉女将の古めかしい淫語とセックス（6月28日、EROTICA）
- 日本一エロい32歳 小早川怜子 総集編 4時間（7月1日、ABC/妄想族）※単体ベスト
- ハイスペック美女と超ご都合主義SEX! ありえない夢のような4つのシチュエーション（7月6日、michiru）
- 人妻オフィスレディ 凌辱（7月7日、マドンナ）
- 高級コールガール 中出しデンジャラス（7月7日、BeFree）
- 小早川怜子のプレミアム性感メンズエステ ファーストクラス（7月12日、TMA）
- ビジネス淫語とグラマラス秘書（7月13日、マルクス兄弟）
- 僕だけの巨乳女教師ペット（7月13日、溜池ゴロー）
- S級熟女コンプリートファイル 小早川怜子 4時間（7月19日、VENUS）※単体ベスト
- 本能剥き出し生中出しセックス（7月25日、ダスッ!）
- 中出し即採用。ヤリマン面接官（7月25日、本中）
- 世界弾丸ハメドラー ウルトラセックスビキニマシーン（7月27日、HMJM）
- 淫語で誘う寸止め焦らし痴女 〜僕を生殺しにして愉しむ父親の愛人〜（8月1日、Fitch）
- 怒涛のスケベ語責め（8月19日、ドグマ）
- 濃密着ローションSex 90cmIcup（8月19日、OPPAI）
- 絶対!!ベスト 6じかん。 (9月6日、ワープエンタテインメント) ※単体ベスト
- ハイレグ女教師小早川怜子先生のありえない教育改革!!（9月19日、GARCON）
- 小早川怜子、まるっと4時間やりっぱなし（10月4日、NON） ※単体ベスト
- 真面目と卑猥の高低差がありすぎる世界 小早川怜子 木崎実花（10月10日、ROCKET）
- 近親相姦逆相姦 小早川怜子 / 大桃りさ（10月24日、V&Rプロダクツ）
- 完全パンストフェティッシュ 1（10月25日、AVS collector's）
- 緊縛団地妻 隷従の心理（12月7日、アタッカーズ）
- CA専用おもてなしエステ フライトで疲れきった美人CAさんを癒しながら子宮の奥までトロケさせる性感レズエステ 小早川怜子 / 加納綾子 / 辺見麻衣 / 山城みずほ / 水原薫子（12月20日、MADAM MANIAC）
- 緊縛巨大マラ調教 黒人SM奴隷妻（12月25日、グローバルメディアエンタテインメント）

- 日焼けあとが眩しい爆乳ワイルドビッチ（1月1日、Fitch）
- 裏腹陵辱 小早川怜子 / 矢沢りょう（1月9日、V&Rプロダクツ）
- 魔少年たちの巨乳奥様狩り（1月10日、NITRO）
- 監獄戦艦 小早川怜子 春原未来（1月31日、ZIZ）
- 中出し近親相姦 お義父様やめて下さい 義理の父に中出しされる息子の嫁 第参章（2月25日、ビッグモーカル）※オムニバス作品
- 丸ごと! 小早川怜子8時間（2月25日、マドンナ）※単体ベスト
- お受験ママが愛する息子の射精管理 小早川怜子 / 横山夏希（4月24日、ROCKET）
- 高級ソープどすけべ爆乳熟女風呂 小早川怜子 / 笹川美緒（5月23日、MADAM MANIAC）
- 被虐の奴隷夫人 美しきセレブ妻は肉欲の生贄となり、熟れて豊満な女体は極限まで貪り尽くされる。（6月1日、熟女塾/エマニエル）
- 大人の裸 3 小早川怜子（6月6日、NITRO）
- ザ・筆おろし（6月6日、MADAM MANIAC）
- マスターベーションインストラクション 2-Jerk Off Instruction-（6月19日、ROCKET）※オムニバス作品
- こんな美女だらけでやれんのか!DREAM GRANDPRIX2014 全裸オイルキャットファイト2 MATSURI 戦う相手を自分で指名する8人制最強美女決定トーナメント（8月1日、ROCKET） - 「AV OPEN 2014」エントリー作品
- 自慰快楽パラノイド 8（8月13日、セレブの友）
- ペニバンレズ教師 小早川怜子 / 安達まどか / 朝桐光 / 横尾咲希 / 南ゆうな / 茜むぎこ（8月22日、MADAM MANIAC）
- 隣に引っ越してきた美人な奥さんは淫語クレーマー 小早川怜子 / 山本美和子（9月6日、ROCKET）
- 超脚パンストクイーン 13（10月25日、ジャネス）
- 人妻教師痴漢電車（11月1日、VENUS）
- THE 総集編 小早川怜子8時間（12月5日、クリスタル映像）※単体ベスト
- 緊縛団地妻 隷従の心理（12月7日、アタッカーズ）
- あの時のおばさん（12月11日、タカラ映像）

- 舌と肉体を絡ませ合う濃密ベロキスサロン（1月1日、Fitch）
- 催眠契約 ●議会議員 小早川れいこ 36才（1月1日、ヒプノシスラボ/妄想族）
- レズビアンランジェリーモデル ～女の意地がぶつかりあう!筋書き無し123分ノンストップレズバトル～（1月7日、ビビアン）
- S級熟女コンプリートファイル 小早川怜子 4時間 其之弐（2月1日、VENUS）※単体ベスト
- ペニバンレズ女医 小早川怜子 / 山本美和子 / 白咲碧 / 桜川かなこ（2月20日、TOMAHAWK）
- 遂に解禁! 淫乱美アナル処女喪失ファック（5月1日、Fitch）
- ハネ腰!爆イキ!必ず潮吹く痙攣出張エステ（5月1日、VENUS）
- ペニバンレズ弁護士 小早川怜子 / 星野ひかり / 有本紗世 / 久我かのん（5月22日、TOMAHAWK）
- こちら全裸家政婦派遣所 熟女課 小早川怜子です。（6月12日、なでしこ）
- 美人魔女72 れいこ 37歳（6月13日、美人魔女/エマニエル）
- 新・近親相姦 貞操観念の異常に低い家族（6月19日、VENUS）
- 縄酔い人妻 肉奴隷契約（6月25日、AVS collector's）
- 近所のデカパイ人妻は無防備に家ではノーブラ! 欲求不満なのかボインの谷間と胸チラで僕を誘惑してきた。もう堪らんです!!（6月26日、なでしこ）
- 夫は知らない性の悩み「女同士だから話せる素人妻の本音」性技指導AV女優：小早川怜子そして人生初の輪姦 えりこさん23歳（7月9日、コスモス映像）
- 奇跡の美魔尻タイトスカート（7月15日、ジャネス）
- 低視聴率で打ち切りになったドラマの打ち上げで全裸で羞恥芸をさせられた演技が下手な美人女優 七草ちとせ / 小早川怜子 / 早乙女ゆい（8月20日、ROCKET）
- ペニバンレズ小説家 小早川怜子 / 加藤ツバキ / 木下寧々 / 白石みお（8月21日、TOMAHAWK）
- 小早川怜子の凄テクを我慢できれば生☆中出しSEX（9月13日、溜池ゴロー）
- 爆乳人妻レズビアン ～痙攣絶頂を繰り返す女盛りの卑猥な肉体～ 三喜本のぞみ / 小早川怜子（10月1日、Fitch）
- シロダーラ催眠 2穴決壊イカセ地獄（11月1日、CORE）
- 熟女犬レイ公（11月13日、溜池ゴロー）
- 媚薬2穴アクメトリップ!（11月19日、M's Video Group）
- ペニバンレズ校長 小早川怜子 / 内村りな / 木村つな / 絢森いちか（11月20日、TOMAHAWK）
- S級熟女コンプリートファイル 小早川玲子（12月6日、熟女画報社）※小早川玲子名義
- 旦那の留守に男たちに狙われた人妻 昼下がりに他人のチ○ポに寝取られ中出しレイプ 3（12月25日、なでしこ）
- 家事代行サービスからやってきた奥さんが僕の捨てたエロいDVDを見て興奮しはじめた。（12月31日、センタービレッジ）

- FOXY BITCH 優雅なる淫乱美女 より美しく、より変態に…。ダイナマイトBODYの美魔女が咲き乱れる（1月13日、痴ロモン）
- ヘンリー塚本原作 ザ・温泉宿 真夏の情事一泊二日（1月13日、FAプロ）※オムニバス作品
- 淫熟フェロモン交尾 Vol.8（1月30日、ジャネス）
- ペニバンレズ町会長 小早川怜子 / 涼川絢音 / 彩城ゆりな / 真木今日子（2月5日、TOMAHAWK）
- 生徒たちに晒し者にされた女教師 立花仁美先生 生徒編（2月6日、ROCKET）
- パンスト淫語家庭教師（2月19日、ドグマ）
- 淫まん!肉ビラぷるぷるの変態マ○コがやってくる（2月19日、Fetish Box）
- 騎乗位でチ○ポを味見する変態女捜査官（2月25日、煩悩組）
- 肉感人妻7人VS男1人!! ど淫乱中出し大乱交コミック実写化!! 俺が人妻達と乱交三昧の理由 同人作家:鐵喰 原作 新感覚実写化!! 原作にリアルな肉弾エロスを増強した力作!! 水野朝陽 / 澁谷果歩 / 三喜本のぞみ / 桜ちなみ / 中山理莉 / 菅野さゆき / 小早川怜子（2月25日、マドンナ）
- 妖艶パーフェクトボディ 小早川怜子BEST8時間（3月1日、Fitch）※単体ベスト
- 夫にいいなりの清楚人妻に中出し!見ず知らずのそそりたったチ○ポに熟したオマ○コからエロ汁がだだ漏れ状態。旦那がいるにも関わらずチ○ポを咥えまくる! 2（4月15日、ジャネス）
- 寝取られ痴女（4月19日、艶熟/エマニエル）
- 牢屋監禁陵辱!!男達に犯される美熟女（5月1日、姦熟/エマニエル）
- 実の息子を嫁から寝取る卑猥過ぎるハイレグ母さん（5月1日、プレステージ）
- 淫乱兄妹に犯されるいいなり義母（5月5日、グローリークエスト）
- デカ尻爆乳のセックスレス妻が集まるママさんバレー! 見学にやってきた新入部員の旦那を練習の合間に隠れて誘惑! 自ら腰を振り勝手にイキまくる! 風間ゆみ / 澤村レイコ / 三喜本のぞみ / 小早川怜子（5月13日、V&R PRODUCE）
- 教師×女医×弁護士 ペニバンレズ小早川怜子 総集編（5月20日、クリスタル映像）※ベスト版
- 噂では「あなたのチ○ポが欲しいの!!」と温泉旅館で男性客に声を掛ける美人妻は露出狂で超エロいらしい…。パンチラ、胸チラあたり前でオッパイ、オマ○コに目のやり場に困ってたらキ○タマ空っぽにされちゃいました! 5（5月27日、なでしこ）
- S級美女コンプリートファイル  小早川怜子6時間（7月1日、VENUS）※単体ベスト
- 突然、痴漢レ○プされたムッチリ巨乳妻 「あなた…助けて…」と思いながらもオマ○コがイッてしまう私 (7月15日、ジャネス)
- 帰省妻レズ調教 ～夫の生家に一人きり…嫁姑レズビアン～（8月7日、ビビアン）
- 超厳選! 激イキ! 極上S級女優達23名 名作スーパーBEST3時間（8月19日、Merci Beaucoup）※オムニバス作品
- 「ナマではいっちゃった!」爆乳デリ嬢のオイル素股でチ○ポをマ○コに擦り付けてたら思わずフル勃起からのナマ挿入!（9月1日、グローリークエスト）- 「AV OPEN 2016」エントリー作品
- 超本格官能近親エロ絵巻 お義母さん、にょっ女房よりずっといいよ…（9月1日、タカラ映像）- 「AV OPEN 2016」エントリー作品

- 最もエロくて強いレズは誰だ!?相手の愛撫から逃げるな!!ガチンコ全裸レズバトル 7 真っ正面からノーガードのイカセ合いレズバトル総当たりリーグ戦 ～熟レズオールスター編～ 小早川怜子 / 有沢実紗 / 神納花 / 八ッ橋さい子（3月2日、ROCKET）
- まるっと! 小早川怜子（8月1日、プラネットプラス）
- 自宅でゆる～い格好をして過ごす美熟女妻は息子の友人を無自覚に挑発! 視線に気づくと… さらに誘惑し痴女る!（8月11日、プレステージ）※オムニバス作品
- ひとり暮らしのおばさんが風邪で寝込んでるので見舞いにいったら熱のせいでかいた汗が凄くて巨乳が透け透け! あまりにもエロい格好だから悪いと思いつつ興奮した俺はおばさんから目が離せずに暴発寸前 いったいどうなる!?（8月19日、VENUS）
- かかってこいよ小早川怜子 因縁女優とガチンコレズバトル3番勝負 小早川怜子 / 広瀬奈々美 / 横山みれい / 涼川絢音（11月16日、ROCKET）

- 女体化スキン 2 ～皮を被って異性に変身～オフィス編 蓮実クレア / 小早川怜子 / 神楽アイネ / 松下美織（1月11日、ROCKET）
- 巨大熟女襲来! ジャイアンティス 小早川怜子 / 卯水咲流 / 小西まりえ（2月22日、ROCKET）
- 昭和人妻キネマ館 戦争未亡人のズロース（5月7日、ルビー）
- ウルトラM性感研究所クラブ・ザ・サッキュバス 華麗なる熟女の凄テク男魂ゴロシ ヒクつく雄膣大炎上とヤバイ射精 卯水咲流 / 小早川怜子 / 伊織涼子（6月25日、AVS Collector's）
- 極上の寝取られ体験 このたびウチの妻が管理人に寝取られてました…（7月26日、タカラ映像）
- 母子姦（8月1日、グローリークエスト）
- まるっと! 小早川怜子（8月1日、プラネットプラス）※単体ベスト
- 媚薬オイル緊縛エステに堕ちた美人妻  エビ反り痙攣潮吹き!激しくイキ狂う熟れた女体!!（9月1日、熟女塾/エマニエル）
- WONDER LADY 最強女戦士、圧倒敗北!（9月14日、GIGA）
- 義母と娘の偏愛レズビアン ～性に目覚めたばかりの娘を執拗に誘惑する継母～ 小早川怜子 / 倉木しおり（9月19日、レズれ!）
- 話題のポコチンドックに予約殺到! 爆乳の女医と看護師にじっくり診られる男性限定淫語クリニック 凛音とうか 小早川怜子（10月1日、Fitch）
- 媚薬オイル緊縛エステに堕ちた美人妻 エビ反り痙攣潮吹き!激しくイキ狂う熟れた女体!!（10月1日、熟女塾/エマニエル）
- 熟シャッ!! 熟女を溺愛するカタチ（10月5日、ワープエンタテインメント）
- デカ尻デカ乳のセックスレス妻が集まるママさんチアリーダーチーム!自己嫌悪に陥った新入部員の息子を励ますだけのつもりがフル勃起チ○ポに理性保てず欲望のままに生挿入!濡れたおばさんマ○コは久しぶりに子宮奥ガン突きされ中イキ絶頂が止まらない! 風間ゆみ / 澤村レイコ / 小早川怜子（10月12日、V&R PRODUCE）
- マドンナ15周年記念大作 第3弾!! 原作:華フック 圧倒的凌辱の殿堂が再び実写化! 根暗少年の復讐ハーレム調教計画!! 友田真希 小早川怜子 永井みひな 伊達紗弥（10月25日、マドンナ）
- ノーブラで僕を誘惑する隣に引っ越してきたエッチな巨乳奥さん（11月1日、グローリークエスト）
- 催眠淫語カウンセラー 絶対拘束で自由を奪われ無理やり強制射精（11月1日、Fitch）
- 欲求不満の人妻がハマる悶絶回春オイルマッサージ（11月3日、MADAM MANIAC）※オムニバス作品
- 童貞息子を溺愛するデカ乳母が一緒に入浴!母性溢れるオッパイに興奮した息子を密着泡洗体!触れ合うだけのはずがご無沙汰マ○コはチ○ポ欲しがりすぎて近親相姦中出しSEX!（11月9日、V&R PRODUCE）※オムニバス作品
- じっくり甘えさせた後に激変!言葉で僕を犯す変態淫語ママ（12月1日、Fitch）
- 人妻アナル奴隷化計画 ～狙われた名門私立シリーホール学園の女教師たち編～ かなで自由 / 三原ほのか / 小早川怜子（12月7日、マドンナ）
- 落ちぶれセレブを弄ぶ性悪淫猥マダム 小早川怜子 今藤霧子（12月13日、U&K）

- 女体拷問研究所 THE THIRD JUDAS Episode-19 暗黒の狂辱に咆哮する伝説の女豹 驚愕の子宮昇天は終わりなき残虐（1月1日、Baby Entertainment）
- 親戚のエロガキ2人を預かった夜に川の字で両乳首を責められ発情3Pしてしまう叔母 2 星川凛々花 / 小早川怜子（1月24日、ナチュラルハイ）
- 社員を誘惑する乳首ビンビンデカ尻上司はやっぱり淫乱なドスケベ痴女（1月26日、WEEKENDER）
- 大痴漢列車～人妻同時多発痴漢～「あの日、あのとき、私たちがあの電車に乗らなければ…」 翔田千里 / 澤村レイコ / 小早川怜子 / 吹石れな （2月1日、センタービレッジ）- 「AV OPEN 2018」人妻・熟女部門 エントリー作品
- はだかの主婦 品川区在住 小早川怜子 (41)（2月1日、プラネットプラス）
- 両隣りの奥さんに痴女られて金玉が空っぽになるまで精液を絞り尽くされた僕 一色桃子 / 小早川怜子（2月25日、マドンナ）
- 禁断介護 小早川怜子 優梨まいな（3月7日、グローリークエスト）
- こんなクンニって有りなの!?お前だってヨダレだらけのおマ○コでヤメてくれは無いだろう!もうおかしくなりそう… 早く挿れてください…（3月22日、キネマ座）※オムニバス作品
- 義父は知らない僕と母の近親相姦（3月28日、タカラ映像）
- もしも…「小早川怜子」が○○だったら…。（4月1日、プラネットプラス）
- レズに堕ちていく私～スマホを落としただけなのに～（5月7日、ビビアン）
- 人妻の花びらめくり（5月19日、人妻援護会/エマニエル）
- ぶっかけ!OL スーツ倶楽部11～女社長怜子さんのパツパツスーツと艶めくオトナのコンサバリッチ～（6月7日、下半身タイガース）
- 「あっ! ナマで入っちゃった!」オイル素股でマ○コにチ○ポを擦りつけてたら気持ち良すぎてヌルッと… 中出しSEXまでヤッちゃったデリヘル嬢たち 7（6月20日、グローリークエスト）※オムニバス作品
- 「小早川怜子」が騎乗位スタイルでサービスしてくれる泡洗体マッサージ（7月11日、Mr.michiru）
- 旦那からの着信は不倫セックス中!!不倫相手に促され電話に出た人妻は、必死に喘ぎ声を押し殺してはいたが、行為がエスカレートし興奮度はMAXに!絶対にバレてる!? 8（7月12日、UMANAMI）※オムニバス作品
- セレブ妻調教 牝虐嬲り（8月7日、アタッカーズ）
- 屈辱パワハラ痴女ドラマ 美しい上司のパワハラ（8月25日、AVS Collector's）
- オトナのごっこ遊び どエロい淫語オネエさん 超ハイレグ水着の水泳教室(スイミングスクール)（9月19日、MARRION）
- 愛されすぎてイッてるのに止めてくれないツンデレ痴女姉妹 深田えいみ / 蓮実クレア / 小早川怜子（9月25日、ダスッ!）
- 合法的公然わいせつ! 吊り革を掴んだままの痴漢 デリヘル嬢に立ちバックで生挿入!生中出し! 7（9月26日、Mr.michiru）※オムニバス作品
- 人間便器にされた女 奴隷城外伝 葉月桃 / 小早川怜子（10月7日、アタッカーズ）
- 脱童貞 向かいの部屋の綺麗な人妻に 童貞を奪われた（10月13日、ながえスタイル）
- 熟年生保レディ 強要された肉体接待（11月15日、新世紀文藝社）
- 貞操帯禁欲調教 30日目の開放爆欲SEX ドSなヒモ彼氏に貞操帯を装着された別嬪OL（11月25日、AVS Collector's）
- 水戸かなデビュー2周年記念 あのハードファック作品を再び実写化!! 原作・華フック 母親失格～私と息子の寝取られメス豚復讐劇～（12月7日、マドンナ）- 主演は水戸かな。小早川は脇役出演。
- 崩れてく親子愛（12月12日、タカラ映像）

- デカ尻どスケベ淫乱熟女（1月1日、MARRION）
- 彼女に内緒で彼女の母ともヤってます…（1月7日、JET映像）
- お色気P●A会長&悩殺女教師と悪ガキ生徒会 小早川怜子 / 成宮いろは（1月16日、グローリークエスト）
- 地元へ帰省した三日間、ずっと思いを寄せていた親友の母親と時を忘れて愛し合った記録―。（3月25日、マドンナ）
- 膝上30cmのタイトミニしか履かない小早川怜子社長のエロティック新人社員教育（4月13日、アロマ企画）
- 人妻の非日常生活 性的介護を要求してしまった夫人（4月23日、タカラ映像）
- 催眠捜査官 松本菜奈実（5月8日、SODクリエイト）- 主演は松本菜奈実。小早川は脇役出演。
- やらせてっ、おばさん!! 5（6月5日、LEO）※オムニバス作品
- お母さんの玩具になった僕 誘惑美義母の悩殺ボディ!（6月7日、ルビー）
- 隣人の情婦になってしまった妻 26（6月7日、JET映像）
- ママさんバレーに通うハイレグブルマを穿いたチ○ポを欲しがるご無沙汰妻たちは卑猥な腰振りで何度も大絶頂! 23名5時間!（6月12日、V&R PRODUCE）※オムニバス作品
- 緊縛調教妻 従順な肉奴隷に生まれ変わった誕生日 冷たい夫よりも変態性癖の大家に異常快楽を求め身を捧げた貞淑妻（7月13日、グローバルメディアアネックス）
- WNTR恐ろしいほど女に汚い先輩に自慢の美人母と可愛い妹を性玩具にされた悪夢 小早川怜子 / 姫野ことめ（7月23日、グローリークエスト）
- 転職先の女上司に勤務中ずっと弄ばれ続けている新人の僕（8月7日、マドンナ）
- 中出し人妻不倫旅行（8月22日、ビッグモーカル）
- 凛としてクビレ Icup美熟女 小早川怜子8時間BEST（9月1日、Fitch）※単体ベスト
- 小早川怜子BEST vol.1（9月3日、グローリークエスト）※単体ベスト
- かりめんの妻7 ハンコ捺して下さいお願いします…（9月7日、JET映像）
- ドスケベ淫乱熟女（9月7日、デジタルアーク）※単体ベスト
- ガチンコ全裸レズバトル10時間2枚組総集編 加納綾子 / 有本紗世 / 三浦春佳 / 美沢優 / 浜崎真緒 / 西条沙羅 / 水原さな／すみれ / 香山美桜 / 水野朝陽 / 本真ゆり / 鶴田かな / 澁谷果歩 / 折原ほのか / 篠田ゆう / 松本メイ / 尾上若葉 / 霧島さくら / 藤本紫媛 / 江上しほ / 椎名そら / 跡美しゅり / 斉藤みゆ / とみの伊織 / 有沢実紗 / 小早川怜子(※小早川玲子名義) / 神納花 / 八ツ橋さい子 / 押川ゆうり / 波多野結衣／碧しの／二宮和香 / 春原未来 / 川上ゆう / 羽月希 / 神ユキ（9月10日、ROCKET）
- 土下座痴女（10月2日、ワープエンタテインメント）
- 大停電の夜に憧れの義姉さんと二人きり…。（10月7日、マドンナ）
- 気品のある顔立ち＆完璧なるIカップ大人のフェロモン漂う美熟女が魅せる―。 小早川怜子 The Best 12時間（10月25日、マドンナ）※単体ベスト
- 暇を持て余す貴婦人の優雅なるマラ遊び（11月7日、マドンナ）
- コンビニ本部の女2 堕ちたインテリ女史（11月7日、JET映像）
- 母子交尾 【南会津家老岳路】（11月19日、RUBY）
- とっておきの小早川怜子 4時間（11月19日、B-hole/エマニエル）※単体ベスト
- 新・麗しの熟女湯屋 濃厚ねっとり高級ソープ（11月27日、グローバルメディアエンタテインメント）
- ささやき淫語で誘惑する淫乱五十路妻（12月1日、五十路ん）
- 北関東方面への一泊二日の地方出張で会社の経費削減の一環でツインの相部屋で現地泊する事になってしまった女上司と絶倫部下（12月7日、JET映像）
- 姑の卑猥過ぎる巨乳を狙う娘婿（12月17日、グローリークエスト）
- 潜入捜査官NTR 任務先のカジノでターゲットに溺れた妻―。（12月25日、マドンナ）
- 官能催眠と巨尻奥さん（12月25日、ヒプノシスRASH）
- 嵐の夜、会社に閉じ込められた女上司と二人きり（12月25日、グローバルメディアアネックス）

- 灼熱滝汗NTR 女房と苦学生 六畳一間の不倫性交（1月7日、JET映像）
- くノ一 邪な誘惑の快楽地獄（1月13日、グローバルメディアアネックス）
- 数々の超絶テクニックで頭はトロトロ亀頭はパンパン 都内人気店の専属講師が監修した本格リアルメンズエステ（1月13日、MOODYZ）※オムニバス作品
- あん時のセフレ…は友人の母親（1月14日、タカラ映像）
- お下劣ママのチン潮搾りマックス（1月19日、ドグマ）
- 官能催眠と巨尻奥さん 続編（1月25日、ヒプノシスRASH）
- 密着セックス ～息子の担任と肉欲に溺れる不貞指導～（2月7日、マドンナ）
- 魅惑のザーメン妻 美しい奥様と連続ファック（2月11日、センタービレッジ/桃色吐息）
- 建築デザイナー怜子 童貞卒業設計図（2月19日、RUBY）
- 不倫人妻密会性交記録（2月27日、ワープエンタテインメント）
- 恋に落ちた人妻ヨガ講師（3月1日、プラネットプラス/七狗留）
- 奴隷色のステージ外伝 アナル中出しショー（3月7日、アタッカーズ）
- 尻地獄 ～妖艶的巨尻の人間椅子、顔面圧迫、顔騎、杭打ちSEX、強●中出しでM男調教を堪能する変態主婦生活～（3月11日、Mr.michiru）
- 新しい母親の肉感ボディに我慢できずに中出ししてしまった（3月25日、センタービレッジ/花園）
- 寝取られ巨乳妻 07! 隣で旦那が寝ているのに、オイルマッサージで声を我慢しながら悶絶イキ!! 完全撮りおろし爆乳熟女中出し3人（3月27日、ビッグモーカル）
- ママのリアル性教育（4月1日、グローリークエスト）
- 戦力外になった野球選手の取材中に献身妻のアナルを犯す（4月7日、アタッカーズ）
- 息子の嫁を妄想で寝取る義父（4月9日、Nadeshiko）
- 義母さんだって孕みたい。（4月22日、タカラ映像）
- あなた、許して…。 犯され願望（5月7日、アタッカーズ）
- 事務員の妻に得意先のクレーム対応を任せていたら理不尽な要求で謝罪させられ脱がされ揉まれパコられて… 僕が気付いた時には身も心も寝盗られてしまっていた的な話です…（5月7日、JET映像）
- 人妻捕鯨船 水着の四十路美熟女 大量潮吹きドキュメント（5月25日、グローバルメディアエンタテインメント）
- 出張先のホテルで女上司2人と相部屋宿泊W杭打ちで朝まで何度も中出しさせられた僕。 小早川怜子 / 神ユキ（5月25日、h.m.p DORAMA）
- 夫の目の前で犯されて― 君と一緒になる（6月7日、アタッカーズ）
- 近所の不良主婦にそそのかされてモグリの団地妻売春サークルに名前だけ登録させられた妻（6月7日、JET映像）
- まるっと！小早川怜子 2（7月1日、プラネットプラス）※単体ベスト
- 愛を確かめたくて妻と絶倫の同僚を2人きりにして3時間…抜かずの追撃中出し計16発で妻を奪われた僕のNTR話（7月7日、マドンナ）
- 屈辱公民館NTR 町内会の絶倫男達に毎週木曜公民館でちょめちょめされていたウチの妻（7月7日、JET映像）
- 忘れられない肉体 小早川怜子 ベスト ～こういう女を一度は抱いてみたい～（7月13日、ながえスタイル）※単体ベスト
- S級美熟女ベスト小早川怜子 4時間 巨乳美尻 マドンナ（8月7日、Mellow Moon）※単体ベスト
- 禁断介護（8月19日、グローリークエスト）
- お義父様やめて下さい 絶倫オヤジの脅威。家庭内に、逃げ場ナシ!! 美麗妻2人 小早川怜子 / 加藤あやの（8月28日、ビッグモーカル）
- おしっこ114連発 98人（9月2日、グローリークエスト）
- 家計の為に非正規雇用で就職した企業で試用期間に助平な上司に目を付けられ性器雇用された妻…2（9月14日、JET映像）
- 偶然見てしまったおばさんの裸体が目に焼き付いて…あの日からおばさんが服を着ていても全裸に見えてしまう僕（9月30日、	センタービレッジ）
- レズビアンに囚われた女潜入捜査官 Special ～偽造ワクチン製造疑惑編～ 初川みなみ / 小早川怜子 / 倉多まお（10月12日、ビビアン）
- 昭和 田舎の農村に伝わる怪異談 妖艶美麗な未亡人妻の秘密（10月26日、グローバルメディアエンタテインメント）
- 魅惑のハプニングバー（10月27日、MERCURY）
- 緊急筆下ろし相姦 結婚することになった息子が未だに童貞だったと判明! 慌てた母親が自分の身体でセックスを教えることにした!!（11月9日、VENUS）
- 淫乱人妻全身女体図鑑 第一号（11月16日、アロマ企画）※オムニバス作品
- 先立った兄貴に家族を宜しくと頼まれたので母×娘まとめて中出し調教して服従させる事にした―。小早川怜子 / 有岡みう（11月23日、マドンナ）
- 声が出せない絶頂授業で10倍濡れる人妻教師 小早川怜子（12月2日、センタービレッジ）
- 夫に内緒で義父に頼んだ妊活 小早川怜子（12月9日、タカラ映像）
- 爆乳淫乱団地妻 近所の欲求不満美熟女たち 不倫性交2人 小早川怜子 / 由紀なつ碧（12月25日、ビッグモーカル）
- 僕を女手一つで育ててくれた、最愛の義母が最低な友人に寝取られて… 小早川怜子（12月28日、マドンナ）

- ママシ●タ実話 小早川怜子（1月4日、グローリークエスト）
- 百戦錬磨の有名AV女優がメンズエステに転職したら色気とフェロモンが凄すぎて客を骨抜きにすることなど容易説 2（1月4日、アロマ企画）※オムニバス作品
- 陰茎増大NTR ペニスの増大手術を受けた甥のデカチンで術後さっそくねとられたウチの嫁 小早川怜子（1月11日、JET映像）
- レズの巣窟 ボロ家屋四畳半 ～ど淫乱レズ売春木賃宿 3～ 伊東沙蘭 小早川怜子（2月15日、U&K）
- チ○ポや乳首にご奉仕する美脚お姉さまの脚をひたすら舐め続け脚で射精する男（2月15日、アロマ企画）※オムニバス作品
- カマタ映像美熟女ベスト 奇跡の美貌マドンナ 20人240分 2 矢代美智代 / 内田美奈子 / 須藤紀子 / 矢吹涼華 / 清川慶子 / 高田典子 / 植木美彩 / 名城翠 / 高梨幹子 / 阿部珠緒 / 伊集院茜 / 新澤久美子 / 松本まりな / 小早川怜子(※小早川玲子名義) / 北条麻妃 / 高嶋美鈴 / 鏡涼子 / 高嶋碧 / 真中いずみ / 進藤由紀乃（2月25日、カマタ映像/弁天）
- 夫に浮気されて欲求不満だけど… どうしても妊娠したい人妻が絶倫男たちの濃厚精子を求める自宅種付けソープランド 小早川怜子（3月1日、Fitch）
- 夫の身代わりになった高慢女上司、恥辱のクレーム対応―。 悪質男に固定バイブを強制されて謝罪と絶頂を繰り返す人妻―。 小早川怜子（3月8日、マドンナ）
- ごめん親父! 浪人中なのに欲求不満な母さんと濃厚中出ししまくってる僕を許してくれ…! 膣奥を突かれイキ果てる母親 小早川怜子（3月31日、センタービレッジ）
- インモラルレズビアン ～身長差、年の差、セフレの娘～ 工藤ララ / 小早川怜子（4月5日、U&K）
- 淫語女子アナ 29 女盛りドスケベ艶淫語 小早川怜子SP（4月7日、ROCKET）
- 小早川怜子2枚組ハイパーベスト5時間30分（4月12日、セレブの友）※単体ベスト
- 原作 団鬼六 愛奴夫人 小早川怜子 / 久留木玲（5月3日、アタッカーズ）
- REAL FACE 四六時中、性器は汁だく状態の絶倫痴女 小早川怜子（5月5日、プラネットプラス/七狗留）
- 睾丸弄られながらのフェラチオと両乳首弄られながらのベロチュー、計5点責めで狂わされ続ける（5月10日、アロマ企画）※オムニバス作品
- 息子の友達の制御不能な絶倫交尾でイカされ続けて… 小早川怜子（5月24日、マドンナ）
- S級熟女コンプリートファイル 小早川怜子 6時間 其之弐（5月24日、VENUS）※単体ベスト
- おばさん女上司と残業セックス中出しオフィス 小早川怜子（5月26日、センタービレッジ/紅雪）
- 今からこの大家族全員レイプします 花狩まい / もなみ鈴 / 天然美月 / あべみかこ / 天馬ゆい / 小早川怜子（6月14日、REAL）
- 母をイジメっ子の同級生にNTRれたいじめられっ子の僕 小早川怜子（6月28日、マドンナ）
- 代理出産の母 小早川怜子（6月28日、タカラ映像）
- 人妻に媚薬を盛られて乳首イキしまくっちゃうほんのりマン毛女子○生キメレズセックス 花狩まい / 小早川怜子（6月28日、レズれ!）
- チクビアン4 ビンビン乳首こねくりレズ性交（6月28日、レズれ!）※オムニバス作品
- THEドキュメント 本能丸出しでする絶頂SEX Iカップ美Bodyブッかけ中出し激ピス乱交快楽交尾 小早川怜子（7月5日、美人魔女/エマニエル）
- 売られた美人妻 小早川怜子（7月5日、プラネットプラス/七狗留）
- 「平日昼間、ヒマしてます。」 年下のご奉仕好きな舐め犬君いませんか? 小早川怜子（7月12日、マドンナ）[4]
- 女王蹂躙地獄 無惨なるカリスマの奴隷堕ち 屈辱にまみれて淫肉燃ゆる! 小早川怜子（7月12日、Baby Entertainment）
- まるまる! 小早川怜子（7月12日、Nadeshiko）※単体ベスト
- 縄酔い人妻 元恋人の緊縛快楽の沼に堕ちる人妻 小早川怜子（7月26日、AVS collector’s）
- 殿堂入り熟女王 小早川怜子 最強ベスト 12作品 8時間（7月26日、グローバルメディアエンタテインメント）※単体ベスト
- 毎週土曜日、僕は妻を取引先の男に貸し出しています―。 小早川怜子（8月9日、マドンナ）
- 代理妻NTR 近所の父子家庭に代理ママとして家事手伝いに行ったらシモの世話までさせられ2本の巨根でねとられた妻 小早川怜子（8月9日、JET映像）
- SM女王様立場逆転アナル凌辱（10月14日、グローリークエスト）※怜子名義
- 小早川怜子 Madonna Best 3枚組12時間（10月11日、マドンナ）※単体ベスト
- 憧れの女上司と 小早川怜子（10月25日、タカラ映像）
- スクール男子を虜にさせる淫乱保健医の中出し診察室 小早川怜子（10月25日、VENUS）
- 抜かずの六発中出し 近親相姦密着交尾 小早川怜子（10月27日、センタービレッジ/是空）
- 残虐昇天三角木馬 Part4 ～悪魔の重力にイキ殺される炎上女体～ 完全撮り下ろし! 7名の淫獄絵巻（11月8日、Baby Entertainment）※オムニバス作品
- アナルOKの外国人専用ソープで働かされたセレブ妻 小早川怜子（12月6日、アタッカーズ）
- 四六時中、娘婿のデカチ○ポが欲しくて堪らない義母の誘い 小早川怜子（12月27日、マドンナ）
- 嫁の母と禁断性交 其の参拾壱 妻よりもお義母さんの方がいいよ… 小早川怜子（12月27日、グローバルメディアエンタテインメント）

- 完全主観! パート先の従業員と不倫セックスにハマる人妻 小早川怜子（1月17日、マザー）
- 「あなた、本当にこれでいいの…?」 性癖が拗れて愛する妻を部下に抱かせた俺のネトラセ話 小早川怜子（1月24日、マドンナ）
- 美熟女ヌード観察50人（1月24日、UMANAMI）※オムニバス作品

- レズに堕ちていく私 ～一寸先はレズ地獄～（6月11日、ビビアン）
- カメラの前でおしっこする女 5（11月26日、グローリークエスト）

### アダルトVR
- ツン顔でイキガマンするオンナ教師（10月23日、ワープエンタテインメント）

- Wれいこ共演VR!! 二人は女上司 黒パンスト美脚で僕の股間を足コキ尻コキでトコトン教育指導する美熟女上司VR 澤村レイコ / 小早川怜子（4月26日、マドンナ）

- 美尻コンテストの控室でデカ尻お姉さん達に狙われたスタッフのアナタ!! 本番に向けてのパンプアップで杭打ち騎乗位、顔騎、ハーレム尻コキで夢の痴女られタイム突入～!! 蓮実クレア / 篠田ゆう / 小早川怜子 / 神ユキ（6月10日、MOODYZ）
- 人間椅子VR (Human Chair VR) 顔面騎乗&チ○ポ騎乗で息が詰まるほど痴女られまくり! あお向けアングルW巨尻SPECIAL!! 蓮実クレア / 小早川怜子（6月24日、ワンズファクトリー）
- ママさんジョギングサークルのコーチをしてる僕 トレーニング終わりに皆で飲んでると欲求不満の本性を現したほろ酔い奥様方が僕のチ○ポを奪い合う4Pハプニング!! 川上ゆう / 小早川怜子 / 加山なつこ（8月7日、マドンナ）
- 再婚相手を周りは資産目当ての後妻というが本当は俺の絶倫チ○コに惚れて【爆乳】を揺らし【デカ尻】を振るドスケベ女!（8月31日、SODクリエイト）
- 【M男専用】「ここでシコリなさい…」小早川怜子に野外露出させられるVR 遠隔オナニーJOI・全裸散歩で排尿指示・拘束アナル調教… ご主人様の命令には絶対服従!（12月3日、SODクリエイト）

- VR麗しの熟女湯屋 いらっしゃいませ即尺 & 和室ねっとり恋人プレイ 小早川怜子（9月22日、グローバルメディアエンタテインメント）
- VR麗しの熟女湯屋 湯船で潜望鏡フェラ & ぬるぬるマット奉仕プレイ 小早川怜子（10月14日、グローバルメディアエンタテインメント）

- 【VR】【8K】【VR集団レ×プ】一家まるごとの女どもを、これから襲います。（1月30日、SODクリエイト）

### イメージDVD
「小早川怜子」名義
- Fabulous（2021年3月5日、ファインピクチャーズ）※Blu-ray版同時発売
- ヴィーナス・テルメ（2021年9月29日、オルスタックソフト販売）※Blu-ray版同時発売
- 女流あん摩師 怜子（2022年1月28日、オルスタックソフト販売）※Blu-ray版同時発売

「杏華」名義
- 月刊 隆行通信 Vol.31（2007年11月1日、スタジオ デュオ）
- 女神の素顔（2008年2月1日、心交社）
- 女神の素顔 2（2008年5月30日、心交社）
- 隆行通信 THE SPECIAL VERSION VOL.5（2010年4月28日、スタジオ デュオ）他出演:麗華、りおん、中村彩加、月見栞

## 書籍

### 写真集
- 小早川怜子（2019年8月22日、徳間書店、撮影：佐藤裕之）ISBN 978-4-19-864916-6

### ポーズ集
- パーフェクトヌードポーズ model 小早川怜子（2020年3月31日、ジーオーティー、撮影：田村浩章）ISBN 978-4-8236-0032-6

### デジタル写真集
- Fabulous デジタル写真集 小早川怜子（2021年3月17日、ファインピクチャーズ、撮影：SHOOTING STAR）
- Fitch LOOK BOOK（2021年9月30日、FANZA BEAUTY COLLECTION）- 多人数モデル出演のデジタル写真集。
- Venus【グラビア写真集】小早川怜子（2021年11月5日、プレステージ出版、撮影：松田忠雄）
- Venus【ヌード写真集】小早川怜子（2021年11月5日、プレステージ出版、撮影：松田忠雄）

### インタビュー集
- ハタチになったら死のうと思ってた AV女優19人の告白（2018年7月27日、ミリオン出版、著者：中村淳彦）- 実話ナックルズ連載『職業、セックス。〜わたしが裸を売る理由〜』をまとめたインタビュー集。小早川のインタビューを収録。 ISBN 978-4-8130-2278-7

## 出演

### オリジナルビデオ
- 世にもエロスな物語（2018年、ファーストインプレッション）「乱れる背徳の旋律」怜子役

### インターネット放送
- トイズハートプレゼンツ「とりあえずナマで！」（2019年8月3日、Youtube・トイズハートチャンネル）＊第16回ゲスト[5][6]

### テレビ
- どぶろっくと山岸逢花の ＃やらかしジャッジメント（2022年1月5日‐27日、刺激ストロングチャンネル）